# Peter Fiedler (Psychologe)
Peter Fiedler (* 5. Juli 1945 in Doerverden) ist ein deutscher Psychologe und Hochschullehrer.
Fiedler begann nach dem Abitur in Verden 1969 sein Studium der Psychologie in Münster, wo er nach dem Diplom (1973) auch promoviert (1975) und habilitiert (1978) wurde.
Schon zu Studienzeiten wurde er Mitglied in der Gesellschaft zur Förderung der Verhaltenstherapie (GVT), dem Vorgängerverband der Deutschen Gesellschaft für Verhaltenstherapie (DGVT), in dessen Vorstand er von 1973 bis 1976 mitarbeitete.
Seit 1980 lehrte er als Professor für klinische Psychologie und Psychotherapie an der Universität Heidelberg; außerdem ist er als Psychologischer Psychotherapeut und Supervisor mit verhaltenstherapeutischer Ausrichtung in Kliniken und dem Justizvollzug tätig. In seiner Forschungstätigkeit widmete er sich unter anderem der Wirksamkeitsforschung von verschiedenen Therapieschulen und Gruppentherapien.
Bekannt geworden ist er vor allem durch zahlreiche klinisch-psychologische Lehrbücher. Seine Monografie Persönlichkeitsstörungen gilt im deutschsprachigen Raum als eines der Standardwerke.

## Schriften (Auswahl)
- 2016 Persönlichkeitsstörungen. Beltz, Weinheim (7. Auflage). ISBN 978-3-621-28013-6
- 2010 Sexualität. Reclam, Stuttgart. ISBN 978-3-15018-725-8
- 2010 Verhaltenstherapie mon amour. Schattauer, Stuttgart. ISBN 978-3-79452-752-6
- 2007 Persönlichkeitsstörungen. Beltz, Weinheim (6., neu bearbeitete Aufl.). ISBN 978-3-62127-622-1
- 2006 Stalking – Opfer, Täter, Prävention, Behandlung. Beltz, Weinheim. ISBN 978-3-62127-588-0
- 2005 Verhaltenstherapie in Gruppen. Beltz, Weinheim (2. Aufl.). ISBN 978-3-62127-580-4
- 2004 Sexuelle Orientierung und sexuelle Abweichung. Heterosexualität, Homosexualität, Transgenderismus und Paraphilien, sexueller Missbrauch, sexuelle Gewalt. Beltz, Weinheim. ISBN 978-3-62127-517-0
- 2003 Integrative Psychotherapie bei Persönlichkeitsstörungen. Hogrefe, Göttingen (2. Aufl.). ISBN 978-3-80171-355-3
- 2002 Dissoziative Störungen. (Fortschritte der Psychotherapie, Bd. 17) Hogrefe, Göttingen. ISBN 978-3-80171-609-7
- 2001 Dissoziative Störungen und Konversion. Beltz, Weinheim (2., neu bearbeitete Auflage). ISBN 978-3-62127-621-4
- 1996 Verhaltenstherapie in und mit Gruppen. Psychologische Psychotherapie in der Praxis. Beltz, Weinheim. ISBN 978-3-62127-334-3
- 1994 mit R. Standop: Stottern. Ätiologie, Diagnose, Behandlung. Beltz, Weinheim (5. Aufl.). ISBN 978-3-62127-225-4
- 1986 mit Th. Niedermeier und Chr. Mundt: Gruppenarbeit mit Angehörigen schizophrener Patienten. Beltz, Weinheim. ISBN 978-3-62127-021-2
- 1984 mit R. Standop: La tartamudez. Teoria y tratamiento. Herder, Barcelona. ISBN 978-8-42541-281-3
- 1983 mit R. Standop: Stuttering. Integrating theory and practice. Aspen, Rockville (Madison). ISBN 978-0-89443-665-9